# Raya Paya
Raya Paya is een bestuurslaag in het regentschap Pidie van de provincie Atjeh, Indonesië. Raya Paya telt 465 inwoners (volkstelling 2010).